# ارنست گرونینگ
ارنست گرونینگ (به انگلیسی: Ernest Gruening) سناتور سابق عضو حزب دموکرات ایالات متحده آمریکا بود. وی در سال ۱۹۵۹ تا ۱۹۶۹ میلادی سناتور ایالت آلاسکا در سنای ایالات متحده آمریکا بود.